# Алмазна колісниця (роман)
«Алмазна колісниця» або «Діамантова колісниця» (рос. «Алмазная колесница») — роман російського письменника Бориса Акуніна, містить в собі два томи. Із серії «Пригоди Ераста Фандоріна».

## Про книгу
Назва І тому «Ловець бабок» (рос. «Ловец стрекоз») викладений у вигляді хайку. Кожний розділ складається з трьох підрозділів, поділених на склади, кількість яких відповідає кількості складів у рядках хайку та мають свою окрему назву.
Том ІІ «Між рядків» (рос. «Между строк»). У ньому є своя особливість. Наприкінці кожного розділу містилося хайку.
Ім'я і звання одного з головних персонажів, штабс-капітана Василя Олександровича Рибникова, взяті з оповідання О. І. Купріна «Штабс-капітан Рибников». Перші рядки акунінського роману повністю повторюють початок оповідання Купріна.

## Сюжет

### І том
1905 рік. У розпалі російсько-японська війна. Хитрий та жорстокий японський шпигун, який приховується в Російській Імперії під ім'ям штабс-капітана Рибникова, здійснює теракт, мета якого завдати чутливого удару по російському тилу, а значить і фронту. Впіймати шпигуна доручають сорокадев'ятилітньому Ерасту Петровичу Фандоріну.

### ІІ том
1878 рік. Молодий Фандорін, який приплив до Японії, щоб працювати там дипломатом, закохується у чарівну О-Юмі, не знаючи, що кохання це принесе йому лише розпач та біль. Паралельно розвиваються події, пов'язані з вбивством видатного японського політичного діяча, слід від якого приводить до японських ніндзя…
Наприкінці ІІ тома поміщено текст листа, написаного Рибниковим. У ньому розкривається таємниця японського шпигуна, а також зв'язок першого і другого томів роману.

## Цікаві факти
- З першого тому читач дізнається, що персонажі роману «Коронація» Зюкін та Ендлунг загинули в Цусімській битві в травні 1905 року.
- У романі мається натяк, що саме завдяки діям японського шпигуна Рибникова наприкінці 1905 року сталося повстання в робітничих кварталах Москви і сама революція 1905—1907.